# Рыжая ворона
«Рыжая ворона» — советский короткометражный рисованный мультфильм 1986 года. В качестве музыкального сопровождения использован регтайм Скотта Джоплина «Артист эстрады» в обработке Раймонда Паулса.
Третий из трёх сюжетов мультипликационного альманаха «Весёлая карусель» № 18.

## Сюжет
Мультфильм про вредную рыжую ворону, которая не даёт маленькому мальчику спокойно поиграть на детской площадке. 

В мультфильме не произносится ни одного слова, звучит лишь музыка.

## Съёмочная группа
| Автор сценария            | Ольга Волозова                                             |
| Кинорежиссёр              | Татьяна Митителло                                          |
| Художник-постановщик      | Анна Вронская                                              |
| Художники-мультипликаторы | Александр Мазаев, Наталия Богомолова, Тенно-Пент Соостер   |
| Джазовая импровизация     | Раймонда Паулса                                            |
| Художники                 | Ирина Собянина, И. Лебедева, Евгения Цанева, Ольга Павлова |